# Diourbel
Diourbel [djurˈbɛl] – Jurbel im Wolof-Idiom – ist eine Stadt im Westen Senegals in 150 Kilometer Entfernung von der Hauptstadt Dakar, östlich von Thiès. Sie ist Hauptstadt der Region Diourbel und des Départements Diourbel.
Der Haupteinnahmezweig der Bevölkerung ist der lokale Erdnuss-Anbau. Die Wüstenbildung der zunehmend ariden Umgebung führte in jüngerer Vergangenheit zu Landflucht und starker Verarmung, die sich messbar als Mangelernährung bei Kleinkindern zeigte und sich noch deutlicher in der Nachbarstadt Touba, einer Gründung der Muridiyya, abzeichnet.
Mehrere Parteien bzw. politische Vereinigungen haben ihren Sitz in Diourbel: das Mouvement des citoyens pour une démocratie de développement, das Mouvement national des serviteurs des masses und die Parti populaire sénégalais.

## Bevölkerung
Die letzten Volkszählungen ergaben für die Stadt jeweils folgende Einwohnerzahlen:
| Jahr | Einwohner |
| ---- | --------- |
| 1988 | 76.548    |
| 2002 | 95.984    |
| 2013 | 133.705   |
| 2023 | 157.554   |

## Städtepartnerschaften
- Avignon, Frankreich

## Persönlichkeiten
- Jacques Baudin (* 1939), Politiker
- Bamba Dieng (* 2000), Fußballspieler
- Ousmane Mané (* 1990), Fußballspieler
- Seynabou Mbengue (* 1992), Fußballspielerin
- Makhtar Vincent N'Diaye (* 1973), Basketballspieler